# Schönherr (Musikerfamilie)
Schönherr ist der Familienname einer aus Maribor (Marburg an der Drau) stammenden österreichischen Musikerfamilie.
Begründer dieser Musikerfamilie war der österreichische Militärmusiker und Kapellmeister Franz Schönherr (Senior) (1821–1886). Seine beiden Söhne Franz Schönherr (Junior) (Musiklehrer, Chorleiter und Kammermusiker) und Max Schönherr (Senior) (1873–1955, Konzertmeister und stellvertretender Kapellmeister) setzten die Musikertradition der Familie in Maribor fort.
Der Operndirigent Wilhelm Schönherr (1902–1975) sowie der Komponist und Dirigent Max Schönherr (1903–1984), oft auch als Max Schönherr Junior angesprochen, waren Söhne von Max Schönherr (Senior).